# Естакада
Естака́да (англ. trestle, scaffold bridge, flyover; нім. Gerüstbrücke f, Leitwerk n, Förderbrücke f, Überladeplattform f, Hoch-bahn f, Hochgleis n) — інженерна споруда для руху транспортних засобів та (або) пішоходів, поїздів, підняття однієї дороги над іншою у місці їх перетину, а також для створення дороги на певній висоті, яка не має з'їздів на іншу дорогу.

## Галерея

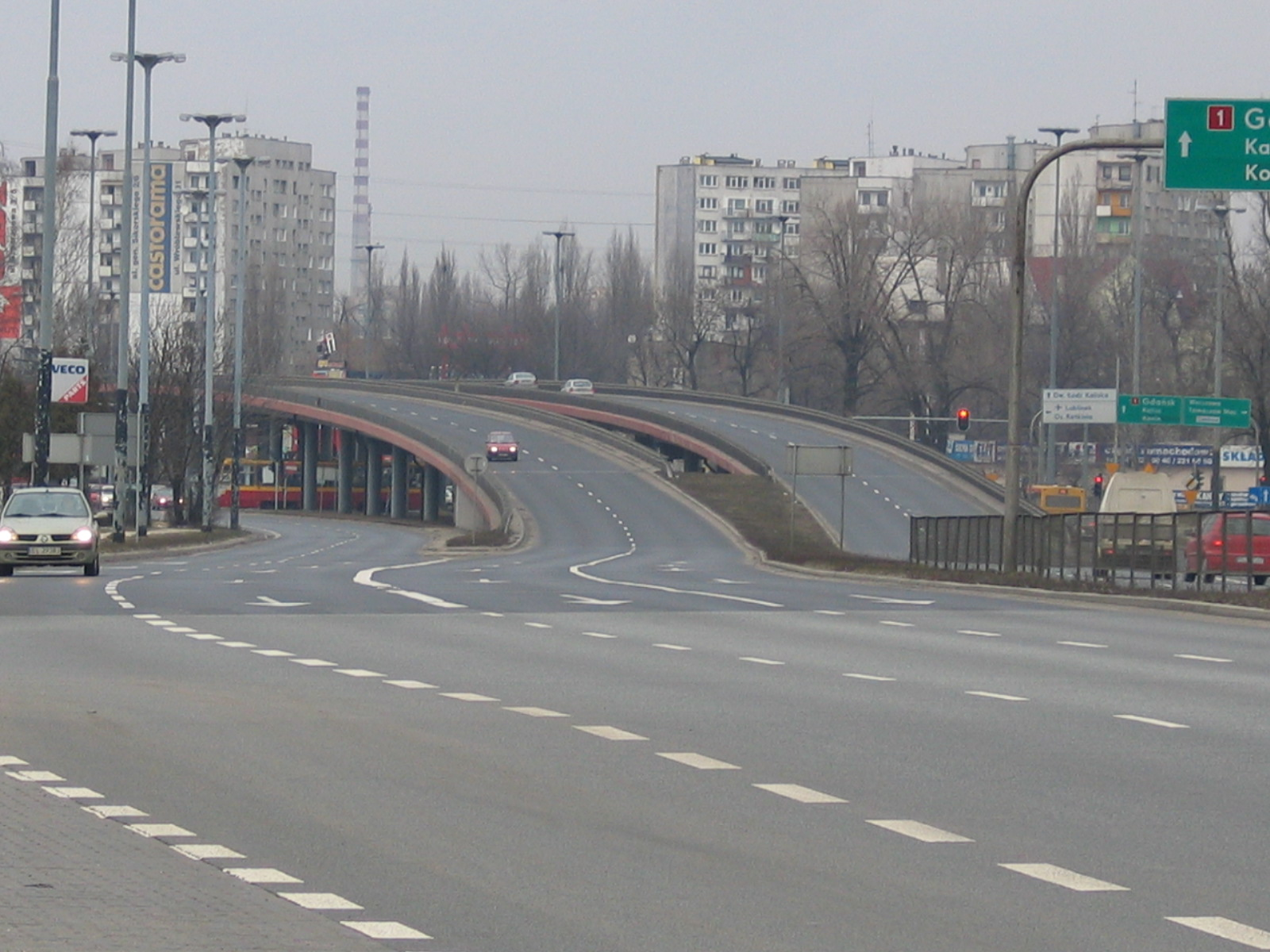
Естакада в місті Лодзь (Польща)
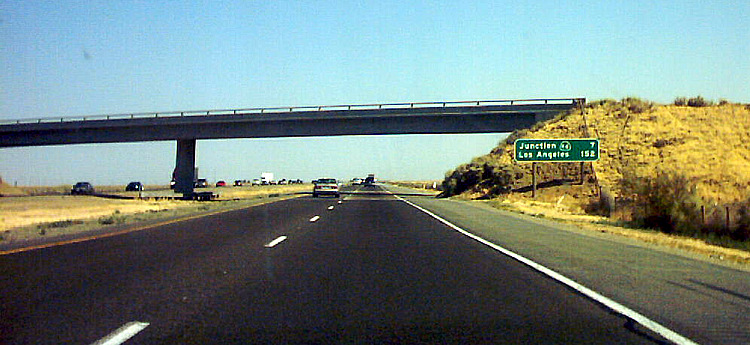
Естакада в Каліфорнії
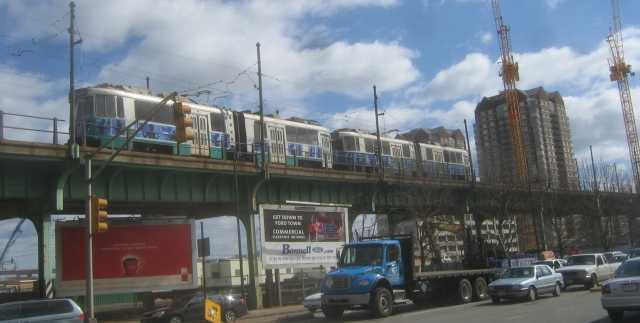
Залізнична естакада у Кембриджі, США